# Corrie Gardner
Cornelius Henry „Corrie” Gardner (ur. 12 marca 1879 w Melbourne , zm. 7 sierpnia 1960 w Toorak) – australijski lekkoatleta, płotkarz i skoczek w dal, uczestnik igrzysk olimpijskich z Saint Louis z 1904.
Na igrzyskach olimpijskich w 1904 w Saint Louis Gardner startował w dwóch konkurencjach: w biegu na 110 metrów przez płotki i w skoku w dal, w obyu konkurencjach odpadając w eliminacjach.
Był mistrzem Australii w biegu na 120 jardów przez płotki w 1900  oraz wicemistrzem Australazji w tej konkurencji w 1902, 1904 i 1906, a w skoku w dal był wicemistrzem w 1900 i brązowym medalistą w 1902.
Jego rekord życiowy w biegu przez płotki na dystansie 110 m wynosił 16,0 s, a w skoku w dal 6,63 m.